# Brian Phelps
Brian Eric Phelps, född 21 april 1944 i Chelmsford, är en brittisk före detta simhoppare.
Phelps blev olympisk bronsmedaljör i höga hopp vid sommarspelen 1960 i Rom.